# Лейк (округ, Орегон)
Округ Лейк (англ. Lake County) располагается в штате Орегон, США. Официально образован 24 октября 1874 года. По состоянию на 2010 год, численность населения составляла 7895 человека.

## География
По данным Бюро переписи США, общая площадь округа равняется 21 647,242 км², из которых 21 072,261 км² суша и 223 км² или 2,66 % — это водоёмы, в частности, озеро Саммер и около трети озера Гусиное.

## Население
По данным переписи населения 2000 года в округе проживает 7 422 жителей в составе 3 084 домашних хозяйств и 2 152 семей. Плотность населения составляет менее 1,00-го человека на км2. На территории округа насчитывается 3 999 жилых строений, при плотности застройки менее 1,00-го строения на км2. Расовый состав населения: белые — 90,97 %, афроамериканцы — 0,13 %, коренные американцы (индейцы) — 2,37 %, азиаты — 0,71 %, гавайцы — 0,13 %, представители других рас — 3,19 %, представители двух или более рас — 2,48 %. Испаноязычные составляли 5,44 % населения независимо от расы.
В составе 29,00 % из общего числа домашних хозяйств проживают дети в возрасте до 18 лет, 58,60 % домашних хозяйств представляют собой супружеские пары проживающие вместе, 7,50 % домашних хозяйств представляют собой одиноких женщин без супруга, 30,20 % домашних хозяйств не имеют отношения к семьям, 26,20 % домашних хозяйств состоят из одного человека, 11,10 % домашних хозяйств состоят из престарелых (65 лет и старше), проживающих в одиночестве. Средний размер домашнего хозяйства составляет 2,39 человека, и средний размер семьи 2,84 человека.
Возрастной состав округа: 24,90 % моложе 18 лет, 5,10 % от 18 до 24, 24,30 % от 25 до 44, 28,10 % от 45 до 64 и 28,10 % от 65 и старше. Средний возраст жителя округа 43 лет. На каждые 100 женщин приходится 100,50 мужчин. На каждые 100 женщин старше 18 лет приходится 98,30 мужчин.
Средний доход на домохозяйство в округе составлял 29 506 USD, на семью — 36 182 USD. Среднестатистический заработок мужчины был 29 454 USD против 23 475 USD для женщины. Доход на душу населения составлял 16 136 USD. Около 13,40 % семей и 16,10 % общего населения находились ниже черты бедности, в том числе — 20,40 % молодежи (тех, кому ещё не исполнилось 18 лет) и 9,50 % тех, кому было уже больше 65 лет.

## Достопримечательности
[[Файл:Greaser Petroglyph Site - Adel Oregon.jpg|thumb|right|300px| Гризерские петроглифы]
Гризерские петроглифы, включённые в Национальный реестр исторических мест США